# جمع بلومزبری

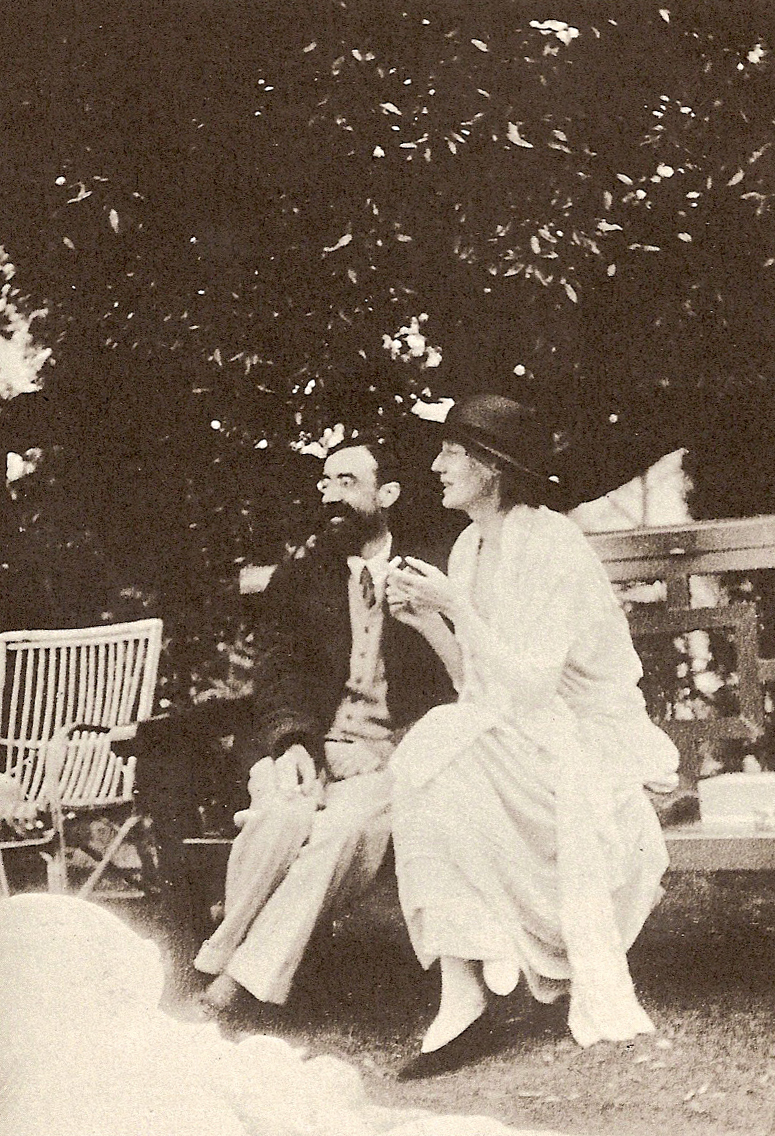
جمع بلومزبری

جمع بلومزبری (به انگلیسی: Bloomsbury Group) حلقه‌ای از نویسندگان، هنرمندان و متفکران بود که در دهه‌های ابتدای قرن بیستم درمحله بلومزبری در غرب لندن کار و زندگی می‌کردند و معمولاً در خانه کلایو و ونِسا بِل، خواهر و برادر ونسا یعنی آدریان استفن و ویرجینیا استفن (وولف) برای مطالعه، مباحثه و معاشرت گرد می‌آمدند. از جملهٔ موضوعات مورد توجه این حلقه زیبایی‌شناسی، پرسش‌هایی دربارهٔ روح ندانم‌گرایی و همچنین اخلاق روابط اجتماعی بود. تقریباً تمامی مردان عضو این حلقه دارای پیشینه حضور در کیمبریج و زنان عمدتاً از کالج کینگز بوده‌اند.

## اعضاء

### اعضای اصلی[۲]
- کلایو بِل، منتقد هنری
- ونسا بل، نقاش
- ادوارد فورستر، داستان‌نویس
- راجر فرای، نقاش و منتقد هنری
- دانکن گرَنت، نقاش
- جان مینارد کِینز، اقتصاددان
- دزموند مک‌کارتی، روزنامه‌نگار ادبی
- لیتن استریچی، زندگی‌نامه‌نویس
- لئونارد وولف، نویسنده
- ویرجینیا وولف، نویسنده

### اعضای دیگر بر اساس فهرست لئونارد وولف[۳]
- آدریان استفن، نویسنده و روانکاو، برادر کوچکتر ویرجینیا وولف و وانسا بل
- کارین استفن، روانکاو و روانشناس، همسر آدریان
- ساکسون سیدنی-ترنر
- مولی مک‌کارتی، نویسنده، همسر سر دزموند مک‌کارتی

بعدتر:
- جولیان بل، شاعر، پسر کلایو و وانسا
- کوئنتین بل، تاریخ‌نگار هنر، برادر جولیان
- آنجلیکا بل (گارنت)، نویسنده و نقاش، دختر دانکن گرنت و وانسا
- دیوید گارنت، نویسنده و ناشر، شریک دانکن گرَنت

### افراد غیرعضو در جمع بلومزبری که به آن‌ها نزدیک بوده‌اند[۴]
- آرتور والی، شرق‌شناس
- برتراند راسل، فیلسوف، منطق‌دان، ریاضی‌دان، منتقد، برندهٔ نوبل
- جرج ادوارد مور، فیلسوف تحلیلی
- اتل اسمایت، موسیقی‌دان، فعال فمینیست و نویسنده
- و دیگران

## روابط

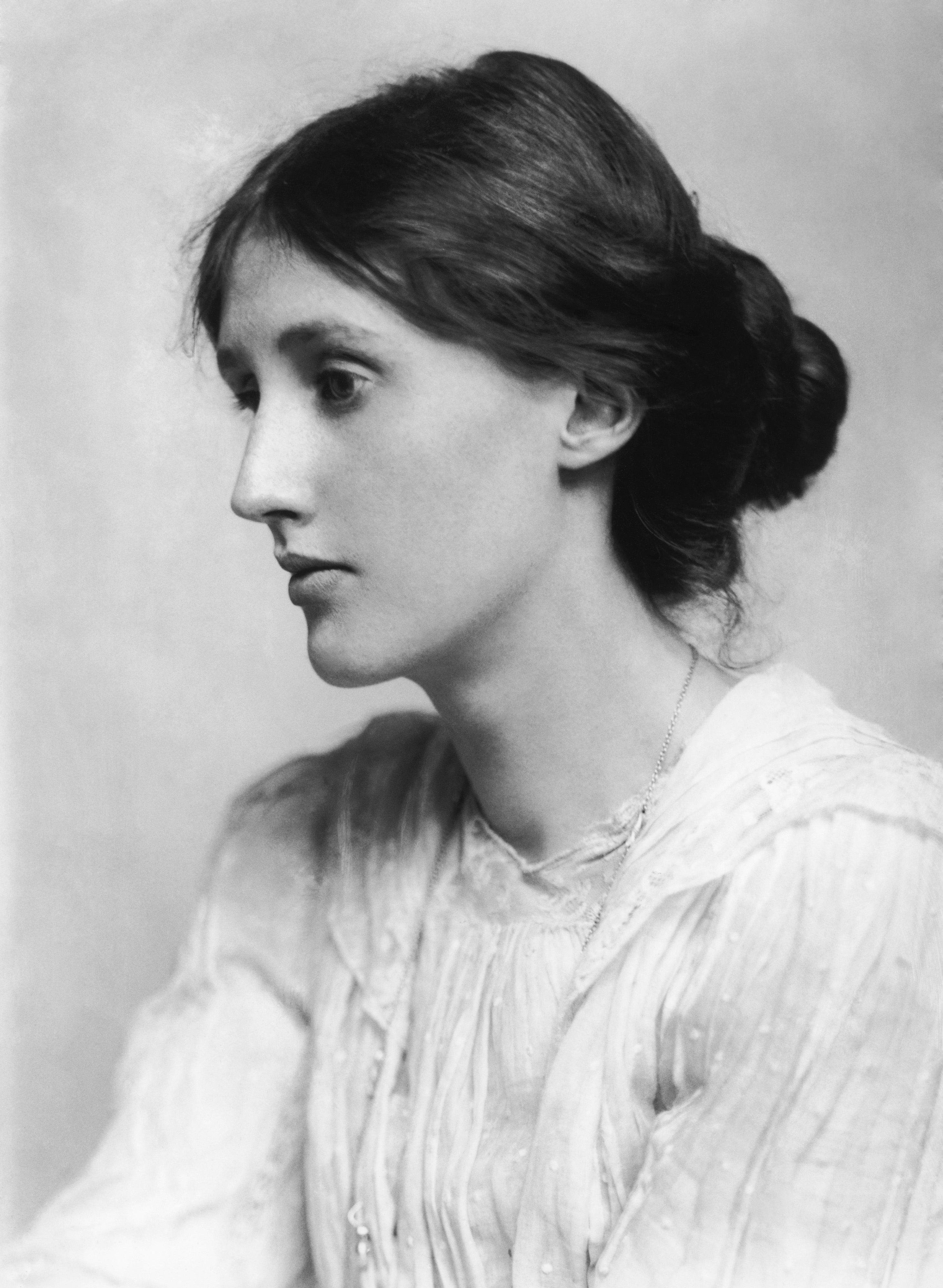
ویرجینا وولف

همچنان‌که از فهرست اعضاء و افراد مرتبط با جمع بلومزبری می‌شود برداشت کرد این افراد به واسطه ازدواج‌های رسمی و روابط غیررسمی و گاه پیچیده با یکدیگر مرتبط بوده‌اند. همچنان‌که لیتن استریچی و دانکن گرنت، پسردایی و معشوقش، با خواهران استفن، یعنی ویرجینیا وولف و وانِسا بل، دوست شدند، دانکن گرنت با وانسا و برادرش آدریان استفن، همچنین با دیوید گارنت، مینارد کینز، و جیمز استریچی روابطی داشت. کلایو و وانسا در ۱۹۰۷ ازدواج کردند و لئونارد وولف بعد از بازگشت از خدمت در سیلان در ۱۹۱۲ با ویرجینیا استفن (بعدها ویرجینیا وولف) ازدواج کرد. بعد از ازدواج آن‌ها حلقه دوستان حواریون کیمبریج (در انگلیسی: Cambridge Apostles) از جمله دزموند مک‌کارتی، مسرش مولی و ادوارد فورستر به آن‌ها اضافه شدند. اعضاء و افراد حاضر در جمع بلومزبری هیچ‌گاه تعداد ثابتی نداشتند، همچنین دربارهٔ افرادی که عملاً به عنوان عضو شناخته می‌شوند همواره تردیدهایی وجود داشته‌است. باید توجه کرد که اعضای خانواده و شرکای اعضای اصلی لزوماً عضو این جمع نبوده‌اند. به عنوان مثال لیدیا لوبوکووا، همسر کینز، نسبت به پذیرفته‌شدنش در این جمع بی‌میل بود.

## عقاید مشترک
زندگی و دغدغه‌های این جمع نشان‌دهندهٔ اشتراکات و شباهت در ایده‌ها و گرایش‌هایی است که عامل حفظ دوستی و ارتباط اعضاء با یکدیگر بوده و تا حد زیادی تحت تأثیر افکار جرج ادوارد مور، فیلسوف انگلیسی، قرار داشته‌است. «جوهرهٔ آنچه بلومزبری از مور بیرون می‌کشد در بیانیهٔ آن حاضر است: اعیان اصلی فرد در زندگانی‌اش عشق، خلق و لذت از تجربهٔ زیبایی‌شناختی و دنبال‌کردن معرفت بوده‌است».

### فلسفه و اخلاقیات
در میان حواریون کیمبریج، این جمع همچنین با فیلسوفان تحلیلی‌ای از جمله جرج ادوارد مور و برتراند راسل مواجه بودند که فلسفهٔ بریتانیا را در ابتدای قرن بیستم متحول کرده بودند. تفکیک میان هدف‌ها و وسائل نیل به آن‌ها از مفاهیم مشترک اخلاق برای آن‌ها بود اما پرینکیپیا آتیکا (کتاب اصول اخلاق) مور و مفهوم ارزش غریزی (intrinsic worth در تمایز از ارزش ابزاری یا instrumental value) که در آن شرح داده شده بود یکی از مفاهیم اصولی برای جمع بلومزبری بود. تمییز مور میان ارزش ابزاری و غریزی این امکان را به جمع بلومزبری می‌داد که در ارتباط با تمایز عشق (به عنوان یک وضعیت غریزی) و تک-همسری (یک رفتار)، یک موضع اصولی مبتنی بر شایستگی غریزی، مستقل و بدون ارجاع به نتایج رفتارشان اتخاذ کنند. برای مور، ارزش غریزی به یک شهود نامتعین از خیر وابسته است و مفهومی از حالت‌های پیچیدهٔ ذهن آن کس که چونان یک کل ارزشمند است در تناسب با برآیند اجزایش نیست. هم برای مور و هم برای جمع بلومزبری «شأن روابط فردی و زندگی شخصی» همچنین محسنات زیبایی‌شناختی یعنی «هنر برای نفس هنر» والاترین خیر اخلاقی بوده‌است.

### نفی عادات بورژوایی
جمع بلومزبری علیه رسوم اجتماعی حاضر یا به قول خودشان «عادات بورژوایی و عرف‌های زندگی ویکتوریایی» موضع می‌گرفتند. اعتقاد ایشان به اهمیت بیشتر موفقیت‌های اجتماعی در خدمت قِسمی تأکید خصوصی بر روابط شخصی و لذت فردی بود. همهٔ جمع به لذت اعتقاد داشتند. آن‌ها می‌کوشیدند به اعلی‌درجهٔ لذت در روابط شخصی‌شان برسند، حتی اگر این امر در روابط سه‌ضلعی یا پیچیده‌تر محقق می‌شد، چه باک اگر فرد آن را پذیرفته باشد.

### سیاست
به‌طور کلی موضع سیاسی جمع بلومزبری چپ-لیبرال بود، اگرچه ماهیت سیاسی نداشت و حتی اعضای اصلی نسبت به سیاست‌زدگی افرادی که در دههٔ ۱۹۳۰ به جمع پیوستند گلایه داشتند. با این حال جنبش حق رأی زنان از موارد سیاسی‌ای بود که اثرش را بر فضای جمع گذاشت. ویرجینیا وولف در دو کتاب سال‌ها و شب و روز بخشی از این تأثیر را بازنموده‌است.

#### هنر
راجر فرای، نقاشی که در ۱۹۱۰ به جمع بلومزبری پیوست و دیگر اعضاء تمایز سنتی میان هنرهای زیبا و هنرهای تزئینی را رد می‌کردند. این قسم انگاره‌ها در این جمع خود را در نقد رئالیسم ماتریالیستی در حیطهٔ نقاشی و داستان که بیش از همه از مفهوم «فرم دلالت‌گر» کلایو بِل تأثیر گرفته بود خود را نشان می‌داد. «فرم دلالت‌گر» ایده‌ای بود که در دوگانهٔ فرم و محتوی در اثر هنری برتری را به فرم می‌داد. در همان زمان وَنِسا بل هم با نوشته‌ها و نقاشی‌هایش همزمان این فرم دلالت‌گر را در خدمت پررنگ کردن نقش زنان و ارائهٔ تصویری مستقل و مقتدر، چه در هنر و چه در جامعه، به کار می‌گرفت.